# 大覚寺山古墳
大覚寺山古墳（だいかくじやまこふん）は、千葉県千葉市中央区にある前方後円墳である。千葉県指定史跡。

## 概要
- 墳丘長63メートル[2]
- 後円部径45メートル、高さ5.5メートル
- 前方部幅33メートル、高さ4.1メートル

村田川がつくった三角州の北側に位置する台地上に築造された、千葉市内では最大規模の前方後円墳である。
大覚寺山古墳は長らく古墳であることが知られておらず、1969年（昭和44年）、宅地造成のために山林を伐採して、初めて前方後円墳であることが判明した。後円部頂が比較的平坦で広く、後円部の大きさの割に前方部が短い。葺石や段築は認められず、埴輪も確認されていない。
墳丘形態などから4世紀後半の築造と考えられる。
周辺は古墳の密集地域であり、おゆみ野ニュータウンの建設時には千葉県都市公社及び千葉県文化財センターによって、288基もの調査が行われている。

## 参考図書
- 大塚, 初重、小林, 三郎、熊野, 正也『日本古墳大辞典』東京堂出版、1989年9月、323頁。